# Boothville-Venice
Boothville-Venice is een plaats (census-designated place) in de Amerikaanse staat Louisiana, en valt bestuurlijk gezien onder Plaquemines Parish.

## Demografie
Bij de volkstelling in 2000 werd het aantal inwoners vastgesteld op 2220.

## Geografie
Volgens het United States Census Bureau beslaat de plaats een oppervlakte van
13,1 km², waarvan 6,7 km² land en 6,4 km² water.

## Plaatsen in de nabije omgeving
De onderstaande figuur toont nabijgelegen plaatsen in een straal van 64 km rond Boothville-Venice.